# فتحية بن فرج
فتحية بن فرج (مواليد القرن 20)، هي كاتبة روائية تونسية، من مواليد مدينة صفاقس، هي باحثة في مجال اللغة والآداب والحضارة العربية إلى جانب مهنتها كمعلمة، مهتمة بأدب الكبار والصغار، لي قصص منشورة للأطفال، ورويات. متحصلة على شهادة البكلوريا آداب وشهادة التخرج من المعهد الأعلى لتكوين المعلمين.

## من مؤلفاته
- رواية: «ذاكرة الظل». (2018).[2]
- رواية: «الجاثوم» (2021).[3]
- رواية: «رتيلاء ساكنة الغار» (2024).

## الجوائز
- جائزة أدب الاطفال واليافعين عن قصتها "الة متكبرة"، (جوائز معرض تونس الدولي للكتاب الدورة 36)[4]

## وصلات حارجية
صفحتها على موقع غودريدرز goodreads